# Cuyuna
Cuyuna is een plaats (city) in de Amerikaanse staat Minnesota, en valt bestuurlijk gezien onder Crow Wing County.

## Demografie
Bij de volkstelling in 2000 werd het aantal inwoners vastgesteld op 231.
In 2006 is het aantal inwoners door het United States Census Bureau geschat op 269, een stijging van 38 (16.5%).

## Geografie
Volgens het United States Census Bureau beslaat de plaats een oppervlakte van
9,1 km², waarvan 8,5 km² land en 0,6 km² water. Cuyuna ligt op ongeveer 370 m boven zeeniveau.

## Plaatsen in de nabije omgeving
De onderstaande figuur toont nabijgelegen plaatsen in een straal van 12 km rond Cuyuna.